# Мюлуз (округ)
Округ Мюлуз (фр. Arrondissement de Mulhouse) — округ у Франції, в департаменті Верхній Рейн. 2023 року округ об'єднував 79 муніципалітетів, населення становило 356 626 осіб.
Адміністративний центр (супрефектура) — Мюлуз.

## Склад
Округ включає в себе 9 кантонів:
| Кантон          | Площа, км² | Населення, осіб | Рік  | Адміністративний центр | Кількість муніципалітетів |
| --------------- | ---------- | --------------- | ---- | ---------------------- | ------------------------- |
| Абсайм          | 48,46      | 31290           | 1999 | Абсайм                 | 5                         |
| Віттенайм       | 63,59      | 45469           | 1999 | Віттенайм              | 6                         |
| Мюлуз Західний  | -          | -               | -    | Мюлуз                  | 1                         |
| Мюлуз Південний | -          | -               | -    | Мюлуз                  | 9                         |
| Мюлуз Північний | -          | -               | -    | Мюлуз                  | 1                         |
| Мюлуз Східний   | -          | -               | -    | Мюлуз                  | 1                         |
| Ільзак          | 154,53     | 33178           | 1999 | Ільзак                 | 11                        |
| Сіренц          | 147,30     | 20131           | 1999 | Сіренц                 | 21                        |
| Унінг           | 140,32     | 50509           | 2010 | Унінг                  | 21                        |

## Населені пункти
Найбільші населені пункти округу з населенням понад 5 тисяч осіб:
| Муніципалітет | Населення, осіб | Рік  | Кантон                                                          |
| ------------- | --------------- | ---- | --------------------------------------------------------------- |
| Мюлуз         | 111393          | 2007 | Мюлуз Західний, Мюлуз Південний, Мюлуз Північний, Мюлуз Східний |
| Сен-Луї       | 20382           | 2007 | Унінг                                                           |
| Ільзак        | 14889           | 2007 | Ільзак                                                          |
| Віттенайм     | 14451           | 2007 | Віттенайм                                                       |
| Кенгерсайм    | 13159           | 2007 | Віттенайм                                                       |
| Риксайм       | 13103           | 2007 | Абсайм                                                          |
| Ридісайм      | 12092           | 2007 | Абсайм                                                          |
| Пфастат       | 8413            | 2007 | Віттенайм                                                       |
| Унінг         | 6376            | 2007 | Унінг                                                           |
| Бренстат      | 6179            | 2007 | Мюлуз Південний                                                 |
| Люттербак     | 5989            | 2007 | Віттенайм                                                       |
| Сосайм        | 5280            | 2007 | Ільзак                                                          |

## Муніципалітети
Список муніципалітетів округу та їхні коди INSEE:
1. Абсайм
2. Агенталь-ле-Ба
3. Агенталь-ле-О
4. Аттеншвіллер
5. Бальдерсайм
6. Банценайм
7. Бартенайм
8. Баттенайм
9. Беррвіллер
10. Блоцайм
11. Больвіллер
12. Бренкайм
13. Бренстат-Діденайм
14. Брюбак
15. Бюшвіллер
16. Вальбак
17. Вальтенайм
18. Венцвіллер
19. Віллаж-Неф
20. Віттельсайм
21. Віттенайм
22. Гальфенг
23. Гейшпіцен
24. Дітвіллер
25. Егенайм
26. Езенг
27. Ельфранцкірш
28. Емсбрюнн
29. Ешенцвіллер
30. Зессенг
31. Зіллісайм
32. Зіммерсайм
33. Ільзак
34. Каппелен
35. Кембс
36. Кенгерсайм
37. Кеценг
38. Кнеренг
39. Ландсер
40. Леймен
41. Лібенсвіллер
42. Люттербак
43. Магстат-ле-Ба
44. Магстат-ле-О
45. Мішельбак-ле-Ба
46. Мішельбак-ле-О
47. Моршвіллер-ле-Ба
48. Мюлуз
49. Невіллер
50. Ніффер
51. Омбур
52. Оттмарсайм
53. Петі-Ландо
54. Пфастат
55. Пюльверсайм
56. Ранспак-ле-Ба
57. Ранспак-ле-О
58. Ранцвіллер
59. Рененг
60. Ридісайм
61. Риксайм
62. Ришвіллер
63. Розено
64. Рюлісайм
65. Сен-Луї
66. Сіренц
67. Сосайм
68. Стаффельфельден
69. Стенбрюнн-ле-Ба
70. Стенбрюнн-ле-О
71. Стеттен
72. Унінг
73. Фельдкірш
74. Флаксланден
75. Фольгенсбур
76. Шалампе
77. Шлірбак
78. Юнгерсайм
79. Юффайм